# マリーノ
マリーノ（伊: Marino）は、イタリア共和国ラツィオ州ローマ県にある、人口約47,000人の基礎自治体（コムーネ）。
マリーノは白ワインで有名で、1924年より葡萄祭りが開催されている。

## 地理

### 位置・広がり
ローマ県南東部、コッリ・アルバーニ（アルバーニ丘陵）に位置するコムーネである。ローマの南21kmに位置する。カステッリ・ロマーニと総称される都市のひとつ。

#### 隣接コムーネ
隣接するコムーネは以下の通り。
- カステル・ガンドルフォ
- チャンピーノ
- グロッタフェッラータ
- ロッカ・ディ・パーパ
- ローマ

### 気候分類・地震分類
マリーノにおけるイタリアの気候分類 (it) および度日は、zona D, 1919 GGである。
また、イタリアの地震リスク階級 (it) では、zona 2B (sismicità media) に分類される。

## 行政

### 分離集落
マリーノには、以下の分離集落（フラツィオーネ）がある。
- Castelluccia, Cava dei Selci, Due Santi, Fontana Sala, Frattocchie, Santa Maria delle Mole

## 交通

### 鉄道
トレニタリア
- ローマ＝アルバーノ線
  - パンタネッラ駅 - マリーノ・ラツィアーレ駅 (it)

## 姉妹都市
- アンデルレヒト, ベルギー
- ブローニュ＝ビヤンクール, フランス
- ハマースミス, イギリス
- ノイケルン区, ベルリン ドイツ
- ザーンスタット, オランダ
- パテルナ, スペイン
- アーヴィング, アメリカ
- ナフパクトス, ギリシア

## 人物

### おもな出身者
- ヴィットリア・コロンナ - 16世紀初頭の貴族女性、詩人。コロンナ家出身。